# Christopher G. Moore
Christopher G. Moore (8 de julho de 1952, é um escritor canadiano, autor de vinte novelas e de uma coleção de contos. É especialmente conhecido por uma trilogia sobre a Tailândia, o seu país de adoção, e pela série de novelas negras protagonizadas pelo detetive Vincent Calvino e ambientadas em Bangkok. As suas obras foram traduzidas para 11 idiomas.

## Trajetória
Em 1983, sendo professor de Direito na Universidade da Colúmbia Britânica, visitou Tóquio, e desde aí foi para Bangkok por convite de um amigo. A sua primeira obra, His Lordship’s Arsenal, foi publicada em Nova Iorque em 1985.

### Saga de Vincent Calvino
O detetive privado Vincent Calvino apareceu pela primeira vez em Spirit House (1992), havendo já 9 novelas da sua saga. É um ex-advogado nova-iorquino de origem judia e italiana, que em circunstâncias pouco claras deixa a advocacia e parte para Bangkok para se converter em detetive.

## Obra

### Romances
- His Lordship's Arsenal, Freundlich Books (1985) ISBN 0-88191-033-3;
- Enemies of Memory, White Lotus (1990).
- A Killing Smile, White Lotus  (1991) ISBN 974-8495-48-5.
- A Bewitching Smile, White Lotus  (1992) ISBN 974-8495-57-4.
- Spirit House, White Lotus (1992).
- Asia Hand, White Lotus (1993) ISBN 974-8495-70-1.
- A Haunting Smile, White Lotus (1993) ISBN 974-8495-82-5.
- Cut Out, White Lotus  (1994) ISBN 974-87116-3-3. reimpresso como Zero Hour in Phnom Penh.
- Saint Anne, Asia Books (1994) reimpresso como Red Sky Falling Heaven Lake Press (2005) ISBN 974-92385-7-5.
- Comfort Zone, White Lotus (1995).
- The Big Weird, bookSiam (1996).
- God of Darkness, Asia Books (1998) ISBN 974-92281-7-0.
- Cold Hit, Heaven Lake Press (1999) ISBN 974-92104-1-7.
- Chairs, Heaven Lake Press (2000) ISBN 974-87691-9-4.
- Minor Wife, Heaven Lake Press (2002) ISBN 974-92126-5-7.
- Pattaya 24/7 (2004) ISBN 974-92066-6-5 Heaven Lake Press.
- Waiting for the Lady, Heaven Lake Press (2003) ISBN 974-92186-1-2.
- Gambling on Magic, Heaven Lake Press (2005) ISBN 974-92942-5-4.
- The Risk of Infidelity Index, Atlantic Monthly Press (2008) ISBN 978-974-88168-7-6. / no Brasil: Risco de Infidelidade (Record, 2012)
- Paying Back Jack, Heaven Lake Press (2009) ISBN 978-974-312-920-9.
- The Corruptionist, Heaven Lake Press (2010) ISBN 978-616-90393-3-4.
- 9 Gold Bullets, Heaven Lake Press (2011) ISBN 978-616-90393-7-2.
- The Wisdom of Beer, Heaven Lake Press (2012) ISBN 978-616-7503-11-0.
- Missing In Rangoon, Heaven Lake Press (2013) ISBN 978-616-7503-17-2.
- The Marriage Tree, Heaven Lake Press (2014) ISBN 978-616-7503-23-3.
- Crackdown, Heaven Lake Press (2015) ISBN 978-616-7503-32-5.
- Jumpers, Heaven Lake Press (2016) ISBN 978-616-7503-34-9.
- Dance Me to the End of Time, Heaven Lake Press (2020) ISBN 978-616-7503-39-4.

### Não-ficção
- Heart Talk, White Lotus  (1992).
- The Vincent Calvino Reader's Guide, Heaven Lake Press (2010) ISBN 978-616-90393-4-1.
- The Cultural Detective, Heaven Lake Press (2011) ISBN 978-616-90393-8-9.
- Faking It in Bangkok, Heaven Lake Press (2012) ISBN 978-616-7503-13-4.
- Fear and Loathing in Bangkok, Heaven Lake Press (2014) ISBN 978-616-7503-24-0.
- The Age of Dis-Consent, Heaven Lake Press (2015) ISBN 978-616-7503-31-8.
- Memory Manifesto: A Walking Meditation through Cambodia, Heaven Lake Press (2017) ISBN 978-616-7503-35-6.
- Rooms: On Human Domestication and Submission, Heaven Lake Press (2019) ISBN 978-616-7503-38-7.

### Antologias
- Bangkok Noir, Heaven Lake Press (2011) ISBN 978-616-7503-04-2. (Editor)
- Phnom Penh Noir, Heaven Lake Press (2012) ISBN 978-616-7503-15-8. (Editor)
- The Orwell Brigade, Heaven Lake Press (2012) ISBN 978-616-7503-16-5. (Editor)

### Radioteatro
- View from Cambie Bridge (N.H.K. Xapón) (1983)
- The Bamboo Pillar (C.B.C.) (1983)
- The Semi-Detached Barrister (C.B.C.) (1981)
- Sticks and Pucks (C.B.C.) (1980)

## Prémios
A edição em língua alemã de Cut Out, intitulada Zero Hour in Phnom Penh, ganhou o prémio da crítica alemã de 2004 na categoria de novela negra internacional, bem como o prémio da Semana Negra de Gijón de 2007.